# 10167 Yoshiwatiso
10167 Yoshiwatiso eller 1995 BQ15 är en asteroid i huvudbältet som upptäcktes den 31 januari 1995 av den japanska astronomen Tsutomu Seki vid Geisei-observatoriet. Den är uppkallad efter Yoshikazu Watanabe.
Asteroiden har en diameter på ungefär 4 kilometer och den tillhör asteroidgruppen Nysa.